# 今井礼夢
今井 礼夢（いまい らいむ、2004年〈平成16年〉10月18日 - ）は、日本のプロレスラー。東京都渋谷区出身。HEAT-UP所属。

## 人物
母は自由民主党参議院議員の今井絵理子（復興大臣政務官兼内閣府大臣政務官）。父は175RのボーカルでミュージシャンのSHOGO。異母妹が2人いる。先天性難聴（高度感音性難聴）のハンディキャップを抱えている。

## 来歴
2017年10月にヒートアップ道場に一般会員として入会。2020年3月、東京都立立川ろう学校卒業を機会に、高校には進学せずプロレスデビューを目指し、プロレスリングHEAT-UPに正式入門。10月30日、ヒートアップ道場にて「縄跳び5分」、「スクワット500回」、「腕立て50回x3セット」、「腹筋50回x3セット」、「背筋50回x3セット」を達成し、プロテストに合格。12月7日、プロレスリングHEAT-UP・新百合トゥエンティワンホール大会におけるTAMURA戦でデビュー。13分28秒、逆エビ固めで敗れた。
2021年4月16日、後楽園ホールで行われたDRADITION 2021では三州ツバ吉と34歳差のタッグを組み、出場。8月9日、新百合21ホールで開催された「プロレスリングヒートアップ新百合ケ丘大会」で4対4イリミネーションマッチに出場。新井健一郎を相手に初勝利を上げた。
同年9月17日、将来のWWE参戦を目標に、同団体に所属経験のあるヨシタツに一騎討ちを挑む。勝ったらヨシタツ率いる「ヨシタツ・キングダム」への加入を要求したが、敗北。その後10月16日大田区総合体育館大会で再戦し、またも敗れたものの素養を認められ、ヨシタツ・キングダムに正式加入。2022年にはヨシタツとのタッグでHEAT-UPユニバーサルタッグ王座に挑戦するも敗北。
2024年1月、川崎西税務署広報大使に就任。

## 得意技
ダイビング・ダブル・フット・スタンプ
ライムカッター
エルボーバット
スーパーキック

## 入場曲
- ダイナミック琉球／イクマあきら
- 体の芯からまだ燃えているんだ／シン（阿部サダヲ）＆ふうか（吉岡里帆）